# 塞米諾爾莊園 (佛羅里達州)
塞米諾爾莊園（英語：Seminole Manor）是位於美國佛羅里達州棕櫚灘縣的一個人口普查指定地區。

## 地理
塞米諾爾莊園的座標為26°35′05″N 80°06′00″W / 26.58472°N 80.10000°W，而該地最高點為海拔高度4米（即13英尺）。

## 人口
根據2010年美國人口普查的數據，塞米諾爾莊園的面積為1.10平方千米，當中陸地面積為1.10平方千米，而水域面積為0.00平方千米。當地共有人口2546人，而人口密度為每平方千米2,314人。